# Terebra knudseni
Terebra knudseni is een slakkensoort uit de familie van de Terebridae. De wetenschappelijke naam van de soort is voor het eerst geldig gepubliceerd in 1983 door Bratcher.